# 小牧市味岡市民センター

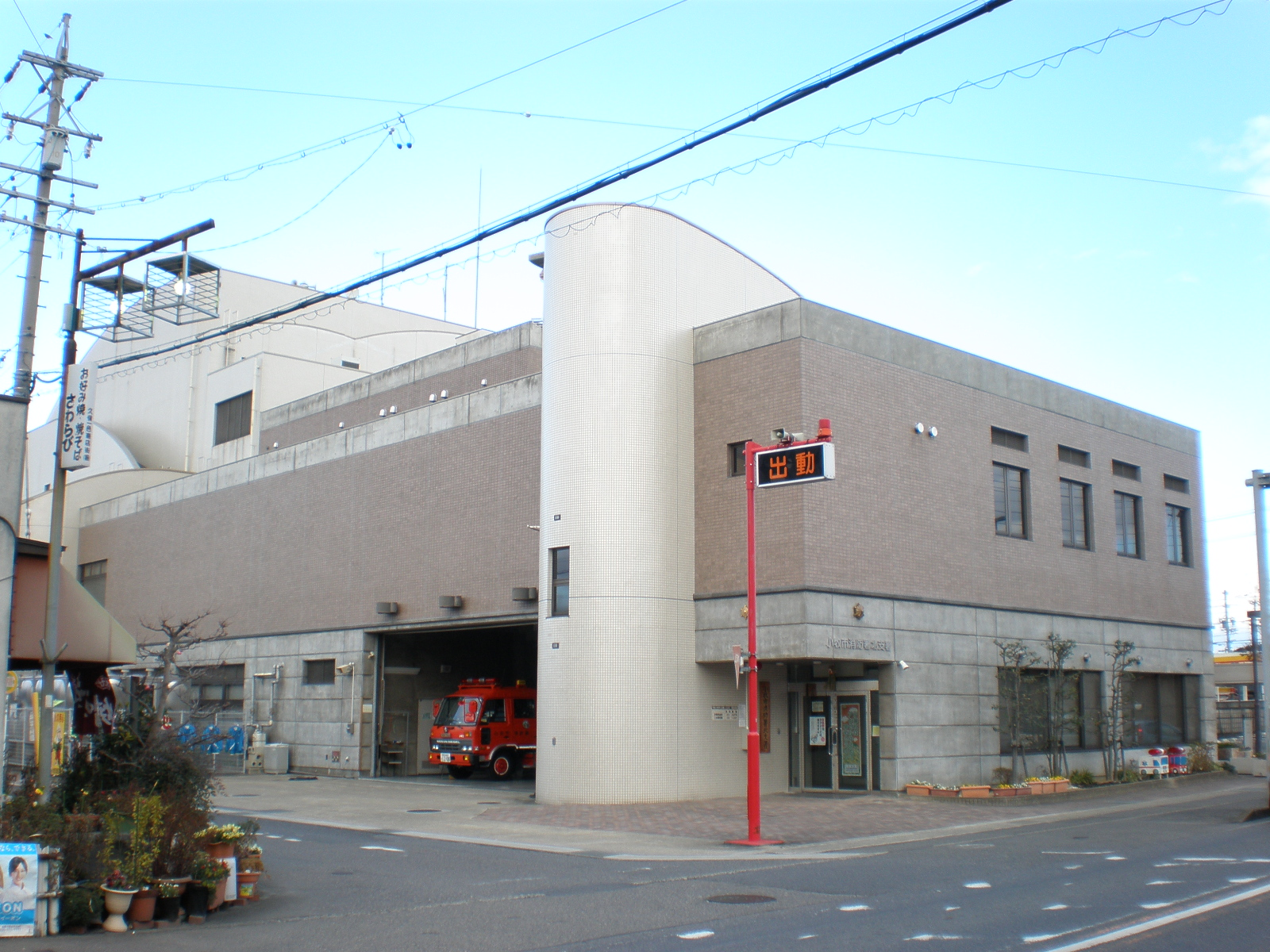
小牧市消防署北支署

小牧市味岡市民センター（こまきしあじおかしみんセンター）は、愛知県小牧市にある市の施設。

## 概要
小牧市役所の出張所（味岡支所）と公民館から成る。小牧市消防署北支署が隣接する。

## 沿革
- 1996年（平成8年）4月1日 - 完成。

## 施設

### 1階
- 小牧市役所味岡支所
- 小牧市立図書館味岡市民センター図書室
- 小牧市消防署北支署

### 2階
- 講堂 - 電動移動式観覧席を500席有するホール。音響設備がある。
  - 楽屋 - 2部屋ある（シャワー付き2室）。
  - 控室
- 視聴覚室 - ビデオデッキや映写機を備えた部屋（設備の使用は有料）。
- 多目的室 - 床がフローリングとなっている部屋。CDプレーヤーやピアノなどが置いてある（設備の使用は有料）。

### 3階
- 創作室 - 電動ドリルや彫刻台などを備えた部屋（設備の使用は有料）。
- 会議室
- 料理教室 - 調理台を5台備えた部屋。電子レンジやガスオーブンなども備える（設備の使用は有料）。
- 和室

## 利用者数
1年間で約11万人の利用者があった（2006年（平成18年）度）。

## 所在地
- 愛知県小牧市久保新町60番地

## 交通手段
- こまき巡回バスの「味岡市民センター」停留所下車。
- 名鉄小牧線の味岡駅下車、徒歩で約5分。

## 周辺
- 新木津用水
- 味岡駅
- 味岡郵便局
- 薬師川
- 清流亭